# Caddy Pack

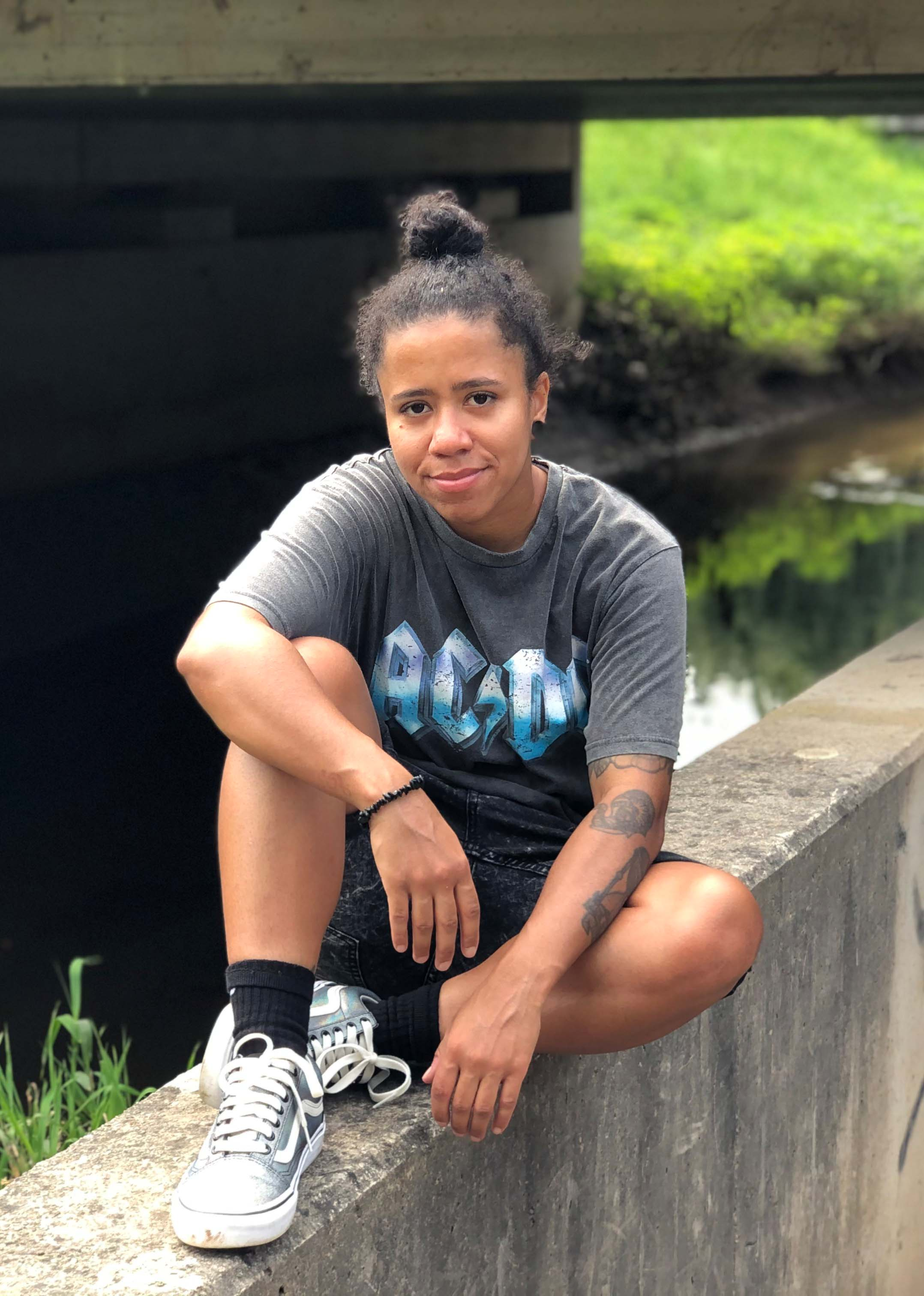
Caddy Pack (2021)

Caddy Pack; eigentlich Selina Pack (* 1. Mai 1989 in Heidelberg) ist eine deutsch-amerikanische Rapperin.

## Leben
Caddy Pack hat einen amerikanischen Vater aus Baltimore und eine deutsche Mutter. Weil ihr Vater Soldat der US-Army war, wurde ihre Familie in Clarksville Tennessee, Berlin, Hohenfels und schließlich Heidelberg stationiert. Sie wuchs zusammen mit ihrer Schwester auf und lebt heute im Raum Heidelberg.

## Werdegang
Caddy Pack wurde durch den unterschiedlichen Musikgeschmack ihrer Eltern bereits im Kindesalter von einer Vielzahl von Genres beeinflusst, darunter Rap, Country, Techno und Rock. Sie lernte bei ihrem Gitarrenlehrer Jan Lindqvist – der seit 2016 in der deutschen Krautrockband Guru Guru spielt – anfangs Akustik- und anschließend E-Gitarre zu spielen. Später nahm sie in der „Rockschule Mannheim“ zusätzlich Schlagzeugunterricht. Nachdem sie einige Jahre die Songs anderer Künstler gecovert hatte, schrieb sie mit 14 Jahren erste eigene Songtexte.
Bei einem Freestyle-Battle in einem Jugendzentrum ihres Wohnortes traf sie „Tuny Chris“, ihren ersten Produzenten. Im August 2006 veröffentlichte sie ihre erste Single „Coming Right To Ya!“, produziert von Tuny Chris und veröffentlicht von seinem independent Label „Burning South Records“. Mit diesem Song gewann sie einen Wettbewerb, bei dem sie sich gegen eine Vielzahl von Wettbewerbern als Live-Act durchsetzte und dadurch ein Feature mit Malik Yusef und Kanye West auf ihrer Single Wouldn’t you like to ride bei ZYX Music landete. Zu dieser Zeit erschienen Artikel über Caddy Pack in der Jugendzeitschrift Bravo und Bravo Hiphop. Daraufhin folgte ein Radio-Gastauftritt bei dem Sender Dasding, bei dem sie über sich und den Contest interviewt wurde.
2007 erschien sie mit Gasoline auf dem Album Glänzend von Hecklah & Coch bei TVT Records neben anderen Künstlern wie Sido, Sentino und Pal One. Im Jahr 2008 nahm sie an der 7. Staffel von Popstars teil und schaffte es bis in den „Re-Recall“. 2009 wurde ein Song mit Jimi Blue Ochsenknecht veröffentlicht, sowie ein Song mit dem Titel Uh la la mit Cupid. Drei Jahre später erschien sie auf dem MixtapeYOLO des österreichischen Rappers Money Boy sowie auf der Single M.I.A von Sängerin Joelina Drews, produziert von Al Walser.  Bis heute trat Caddy Pack im Vorprogramm von diversen Künstlern auf, darunter 2 Chainz, Waka Flocka Flame, Soulja Boy, Ying Yang Twins, Petey Pablo, Lady Sovereign, T-Wayne, Kurtis Blow, Lil Flip, Rasheeda, Kool Savas, Xavier Naidoo, AZAD, Das Bo und D-Flame. Ihre Single Aura wurde 2021 vom Independent-Label VinDig veröffentlicht.

### The Voice Rap
Caddy Pack nahm 2023 in der ersten Staffel der Fernsehsendung „The Voice Rap“ von Cupra teil, ein Ablegerformat von The Voice Of Germany, welches auf Joyn und Pro7 ausgestrahlt wurde. Bei der Blind Audition sang sie Work it von Missy Elliot und zog damit in das Team von Kool Savas ein. Im Finale belegte sie den zweiten Platz im Team Kool Savas.

## Diskografie
Mixtapes
- 2008: A Pack Full Of Treats
- 2015: Sound Trip

Singles
- 2006: Comin Right To Ya!
- 2013 Cookies & Bass
- 2016: YAY
- 2017: Mein Ding
- 2017: IDGAF
- 2017: Scheiß Drauf
- 2018: Chilln
- 2018: Boomerang
- 2019: Rambo
- 2019: Pillow
- 2020 Energy
- 2020 Story
- 2020 Drippy
- 2020 Lighthouse
- 2021 Pass Out
- 2021 Y
- 2021 Aura